# Walt Lemon Jr.
Walt Lemon Jr. également appelé Walter Lemon Jr., né le 26 juillet 1992 à Chicago en Illinois, est un joueur américain de basket-ball. Il évolue au poste de meneur. Il a fait ses débuts en NBA en février 2018.

## Biographie
Le 7 juillet 2019, il est coupé par les Bulls de Chicago.
Entre le 29 septembre et le 9 octobre 2021, il participe avec Ezzahra Sports à la coupe arabe des clubs champions et prend la troisième place après avoir perdu en demi-finale (80-83) contre Al Kuwait SC (en).
Durant la première journée, il inscrit un Triple-double (avec 29 points, 12 assists et 11 interceptions) lors d'une victoire contre le club Soudanais du Greek SC (112-36).Le 14 septembre 2022, il rejoint le Club africain.

## Palmarès
- All-NBDL Third Team 2018
- Médaille de bronze à la coupe arabe des clubs champions 2021 ( Égypte)